# Blue Hill Meteorological Observatory
Das Blue Hill Meteorological Observatory (auch bezeichnet als Great Blue Hill Weather Observatory, Blue Hill Weather Observatory und Blue Hill Observatory) befindet sich auf dem Stadtgebiet von Milton im Bundesstaat Massachusetts der Vereinigten Staaten und beheimatet die älteste Wetterstation in Nordamerika. Das Observatorium liegt auf 635 ft (193,5 m) Höhe ca. 10 mi (16 km) südwestlich von Boston auf dem höchsten Punkt des Great Blue Hill an der Kreuzung der Straßen Interstate 93 und Massachusetts Route 138. In den 1890er Jahren erforschten Wissenschaftler hier die freie Atmosphäre erstmals mit Hilfe von Wetterdrachen. In den 1930er Jahren entwickelten sie die amerikanische Version der Radiosonde.
Das Observatorium ist bis heute in Betrieb und verfügt als einziges US-amerikanisches Institut seiner Art über mehr als 100 Jahre alte Wetteraufzeichnungen. Es ist daher ein bedeutendes Denkmal für die Wissenschaft der Meteorologie in den Vereinigten Staaten.

## Geschichte
Das Blue Hill Meteorological Observatory wurde 1884 vom US-amerikanischen Meteorologen Abbott Lawrence Rotch gegründet und übernahm schnell eine führende Rolle in der Entwicklung der damals neuartigen Wissenschaft der Meteorologie. Es war der Schauplatz der ersten wissenschaftlich fundierten Messungen der Wetterbedingungen in der oberen Atmosphäre, indem Drachen zur Beförderung der Messinstrumente in die gewünschte Höhe verwendet wurden. Die Kenntnisse von Windgeschwindigkeiten, Lufttemperaturen und relativer Luftfeuchtigkeit in unterschiedlichen Höhen wurden auf der Grundlage der am Observatorium entwickelten Techniken schnell zu wichtigen Elementen zur Vorhersage der zukünftigen Wetterentwicklung. Bereits 1895 konnten auf diese Weise Vorhersagen mit bemerkenswerter Genauigkeit durchgeführt werden. Während des Neuengland-Hurrikans im Jahr 1938 zeigten die Instrumente des Observatoriums Windgeschwindigkeiten von bis zu 299 km/h an – bis heute wurden bei einem Hurrikan keine stärkeren Winde gemessen.

### Standort
Als Rotch 1884 seinen Abschluss am Massachusetts Institute of Technology erhielt, hatte er bereits detaillierte Pläne zur Errichtung eines Observatoriums auf dem Gipfel des Great Blue Hill ausgearbeitet. Um den Hügel wurde in den 1890er Jahren das 6.000 Acres (24,3 km²) umfassende Schutzgebiet Blue Hills Reservation eingerichtet, das heute vom Massachusetts Department of Conservation and Recreation verwaltet wird.
Rotch entschied sich für diesen Standort, weil er mit seiner Höhe von 635 ft (194 m) den höchsten Punkt innerhalb eines 10-Meilen-Radius am Atlantik und südlich von Maine bot. Das Observatorium wurde zugleich als Wetter- und auch Forschungsstation gegründet. Die exponierte Lage eröffnete den ersten Wissenschaftlern die damals einzigartige Möglichkeit, Wetterdaten in ihrer vollen Bandbreite aufzuzeichnen und mit Messinstrumenten zu experimentieren.
Das Gebäude wurde Ende 1884 fertiggestellt, so dass die ersten regelmäßigen Beobachtungen am 1. Februar 1885 begonnen werden konnten. Rotch wurde zum ersten Direktor des Observatoriums und unterhielt es auf eigene Kosten bis zu seinem Tod im Jahr 1912. Er vererbte sein Lebenswerk zusammen mit einem Stiftungsvermögen in Höhe von 50.000 US-Dollar der Harvard University. Betrachtet man ausschließlich die Inflation, entspricht dies heute einem Betrag von $ 1.440.000.

### Gebäude

#### Erste Hälfte des 20. Jahrhunderts

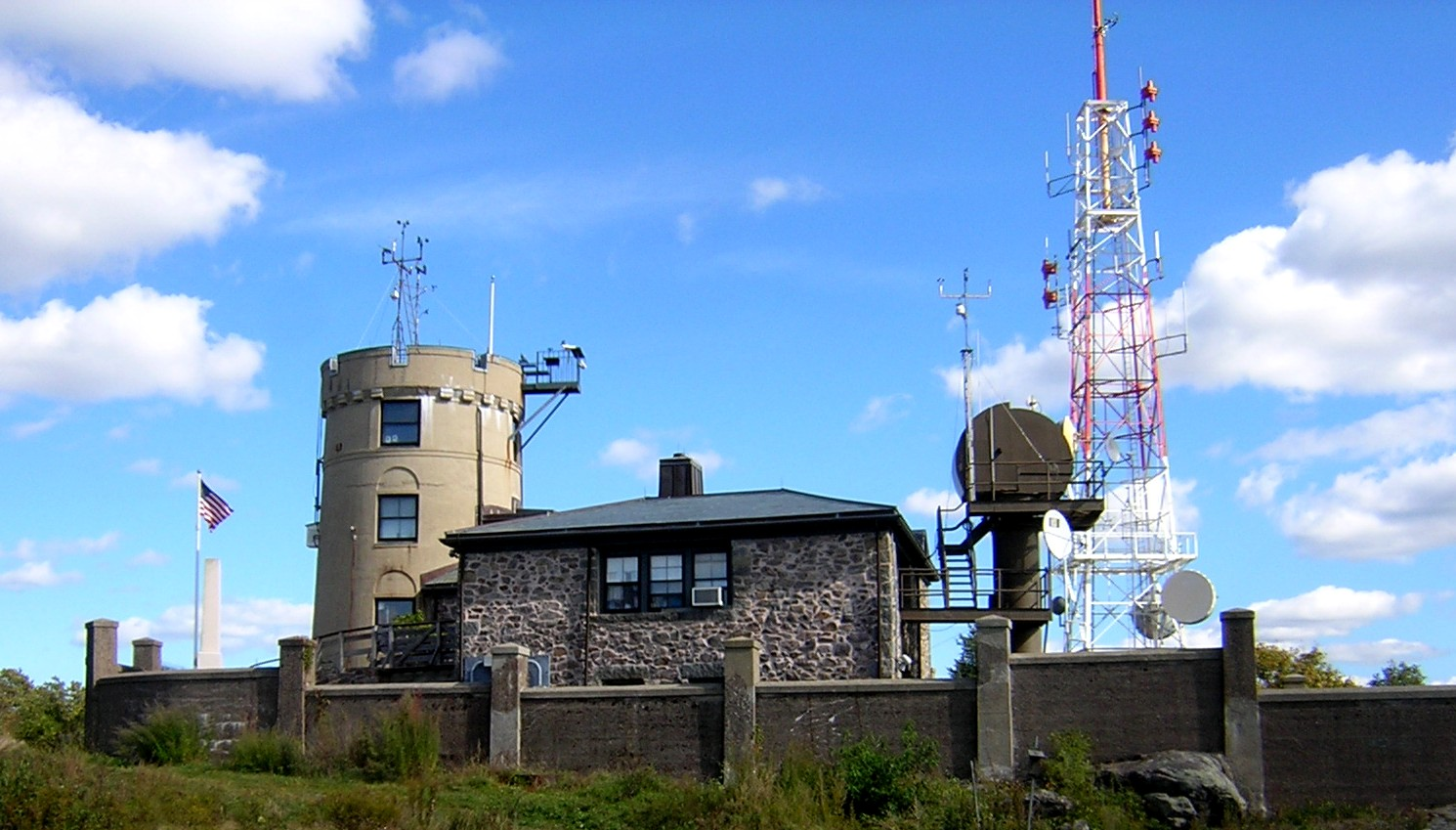
Ansicht des Gebäudes aus nordwestlicher Richtung

Die Bauarbeiten, die Rotch aus eigenen Mitteln finanzierte, wurden 1884 begonnen und vom Architekturbüro Rotch & Tilden durchgeführt, dessen Teilhaber sein Bruder Arthur Rotch (1850–1894) war. Das Bauwerk bestand zunächst aus einem zweistöckigen Turm mit einem angrenzenden Haus, in dem sich zwei Schlafräume, ein Essensbereich sowie eine Küche befanden. 1889 wurde ein zweistöckiger Ostflügel hinzugefügt, um mehr Platz für Forschungsarbeiten und eine Bibliothek bereitzustellen. 1902 folgte dann der ebenfalls zweistöckige Westflügel, in dem eine neue Bibliothek sowie weitere Arbeitsplätze eingerichtet wurden. Das aus tamburinförmig gewölbten Kacheln bestehende Dach wurde unter Verwendung eines hochfesten Mörtels errichtet, der von Rafael Guastavino entwickelt wurde, dessen Unternehmen auch die Bauarbeiten durchführte.
Für den Bau des Gebäudes wurde der Naturstein des Hügels verwendet, während für das Dach Kupferplatten genutzt wurden. Im Jahr 1905 wurden eine weitere Wand sowie ein Eisenzaun um das Gebäude errichtet, um das Gebäude, die wissenschaftlichen Instrumente sowie die Privatsphäre der dort arbeitenden Mitarbeiter zu schützen.
Es zeigte sich im Laufe der Zeit, dass der Turm für seinen Zweck nicht mehr geeignet war, da Regen eindrang und Geräte sowie Aufzeichnungen beschädigte. Einer der Gründe für die schnelle Verschlechterung des Zustands konnte auf Vibrationen zurückgeführt werden, die von an der Turmspitze auf Masten installierten Instrumenten verursacht wurden. Im Jahr 1908 wurde der Turm daher abgerissen und durch einen dreistöckigen, verstärkten Neubau mit einer Höhe von 32 ft (10 m) sowie 20 ft (6 m) Durchmesser ersetzt. Als Baumaterial wurde Beton gewählt, um eine maximale Stabilität und Haltbarkeit – insbesondere bei starken Winden – zu erreichen. Das Dach des Turms ist mit Zinnen sowie einem Kranzgesims mit Zahnschnitt versehen. Die Fenster verfügen über doppelte Rahmen, und ein leicht vertiefter Bogen verziert sie in den ersten beiden Etagen.
Erst dieser neue Turm stellte dauerhaft wetterbeständige und vibrationsfreie Bedingungen zur Verfügung, die für akkurate Messungen erforderlich sind. Im ersten Stock befindet sich das Büro des Direktors, während das Wetterbüro im zweiten Stock untergebracht ist. Auf der obersten Ebene befinden sich ein Laboratorium sowie Zugangsmöglichkeiten zum Dach, wo eine Vielzahl von Windmessern und anderer meteorologischer Instrumente angebracht sind. Zu den am Observatorium genutzten Messeinrichtungen gehören auch heute noch Barometer sowie weitere Instrumente aus dem späten 19. Jahrhundert. Sie werden heute vorwiegend dazu genutzt, ihre modernen Pendants zu kalibrieren, um die Genauigkeit und Integrität der bis 1885 zurückreichenden Daten sicherzustellen.

#### Zweite Hälfte des 20. Jahrhunderts
1962 wurde ein weiterer Turm errichtet, der vollständig aus Metall besteht und an den Westflügel angrenzt. Auf ihm wurde ein Heliostat montiert, um Sonnenstrahlen einzufangen und über Spiegel auf einen Labortisch im Inneren des Observatoriums zu leiten. Damit wurden Studien der oberen Atmosphärenschichten durchgeführt. Nach wenigen Jahren wurde der Turm bereits nicht mehr genutzt, steht jedoch heute noch.
Für eine Reihe von Jahren wurde die Instandhaltung des Gebäudes stark vernachlässigt. Trotz der robusten Bauweise konnten sich aufgrund der harten Witterungsbedingungen an einigen Stellen Risse und Abplatzungen im Beton bilden.
Im Jahr 1980 wurde das Gebäude unter der Bezeichnung „Great Blue Hill Weather Observatory“ als Teil einer mehrere Objekte umfassenden Nominierung mit dem Titel „Prehistoric and Historic Resources of the Blue Hills and Neponset River Reservations and Selected Adjacent Lands“ durch den Commonwealth of Massachusetts in das National Register of Historic Places aufgenommen.
1981 übertrug die Metropolitan District Commission die Zuständigkeit und Verantwortung für das Observatorium an den Blue Hill Weather Club, der von einer Gruppe ortsansässiger Unterstützer gegründet wurde. Der Verein plant eine Restaurierung des Gebäudes sowie die Einrichtung eines Wettermuseums auf dem Gelände. Daneben wird das Observatorium auch weiterhin vom National Weather Service für die – heute allerdings automatisierte – Aufzeichnung von Wetterdaten genutzt.
Im Vorhof des Gebäudes befindet sich ein Stein aus weißem Marmor, in den Klimadaten von 1885 bis 1984 eingraviert sind. Der Gedenkstein ist dem Gründer des Observatoriums Abbott Lawrence Rotch gewidmet.
1989 wurde das Gebäude als National Historic Landmark unter der Bezeichnung „Blue Hill Meteorological Observatory“ eingetragen.

## Betrieb des Observatoriums

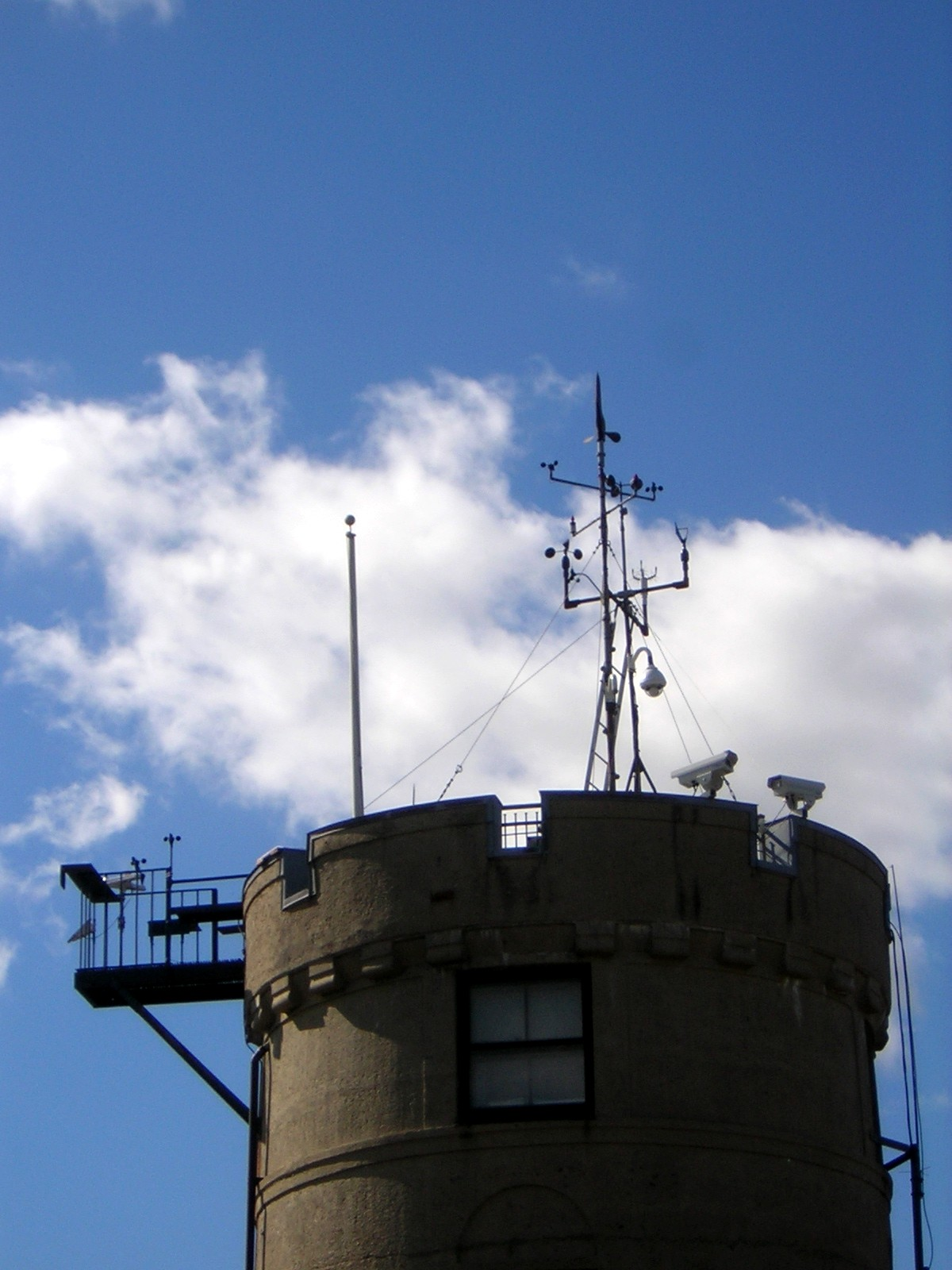
Der Turm der Wetterstation

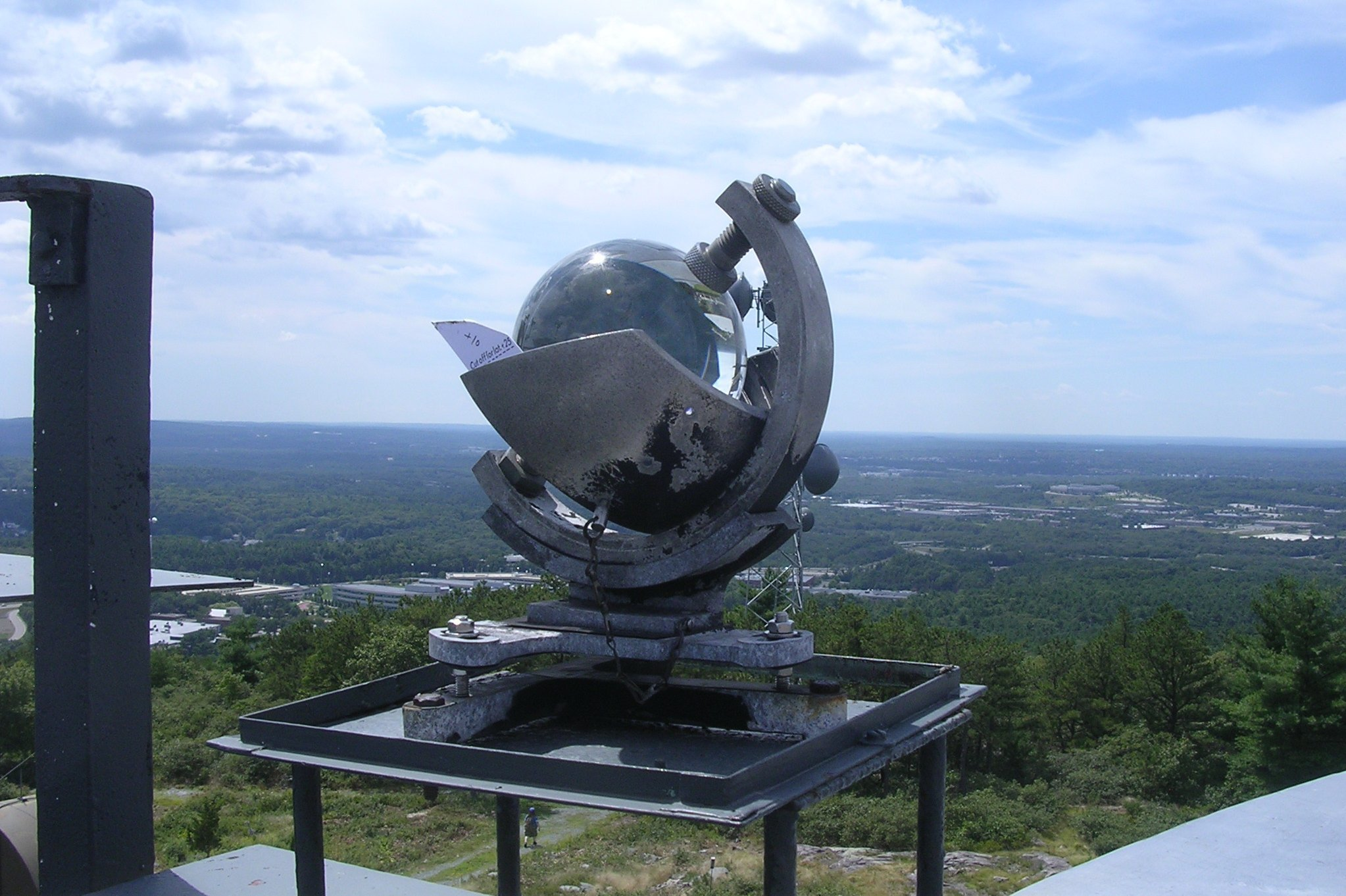
Ein am Observatorium verwendeter Sonnenscheinautograph

Unter der Leitung von Rotch wurde das Blue Hill Meteorological Observatory schnell bekannt für seine bahnbrechenden Studien der oberen Erdatmosphäre. Seine Aufzeichnungen zu Höhen, Richtungen und Geschwindigkeiten der Wolken trugen wesentlich zum Wissen darüber in den frühen Jahren des 20. Jahrhunderts bei.
Rotch arbeitete am Observatorium bis zu seinem Tod am 7. April 1912. Nach den Bedingungen seines Testaments wurde das Gebäude zusammen mit einem Kapital von 50.000 US-Dollar zur Finanzierung der Betriebskosten an die Harvard University übertragen. Die Universität betrieb das Observatorium bis 1971.
Auch nach 1912 wurde das Observatorium als aktive meteorologische Station betrieben. Bis heute werden die Beobachtungen und Aufzeichnungen der Wetterentwicklung fortgeführt und stellen den heutigen Meteorologen damit eine weltweit einmalige Datenbasis zur Verfügung.
Da diese Aufzeichnungen kontinuierlich am selben Ort unter nahezu unveränderten Umweltbedingungen erfolgten, liefern sie eine wichtige Grundlage zur Beurteilung der Klimaveränderung. Sie sind von besonderer Qualität, da alle anderen zur Verfügung stehenden Daten von Änderungen im Hinblick auf Umweltbedingungen und Arbeitsabläufe sowie durch wiederholte Standortwechsel der jeweiligen Beobachtungsstation beeinflusst wurden. Aus diesem Grund bestimmte die National Oceanic and Atmospheric Administration das Blue Hill Observatory als eine von insgesamt 26 internationalen Referenzstationen innerhalb der Vereinigten Staaten.
In den 1950er Jahren arbeitete in der Station eine Forschergruppe, die mit Hilfe der Radartechnik aufziehende Gewitter bis in das westliche New York untersuchte, um die Entstehung von Blitzen zu erforschen. Sie wurden dabei von Amateuren unterstützt, die ihre Beobachtungen per Briefpost an die Station sandten. Die Erkenntnisse aus diesen Untersuchungen waren eine wichtige Grundlage bei der Entwicklung des US-amerikanischen Wetterradar-Programms. In diese Zeit fiel auch das Ende der Dienstzeit von Charles Franklin Brooks (1891–1958), der als Direktor der Station einer der wenigen war, die den Pfad des zerstörerischen Hurrikans im September 1938 akkurat vorhersagten.

## Erfolge
Seit 1885 dokumentierten die am Observatorium arbeitenden Wissenschaftler sowie auch externe Forscher die am Blue Hill Observatory erlangten wissenschaftlichen Erkenntnisse in mehr als 900 Veröffentlichungen. Die Tätigkeit des Observatoriums über mehr als 100 Jahre trug dabei in wesentlichem Umfang zur Weiterentwicklung der Wissenschaft der Meteorologie bei. Die täglichen Messungen am Observatorium wurden seit dem Tag der Inbetriebnahme im Jahr 1885 ununterbrochen fortgeführt, weshalb die Einrichtung zu einer der ältesten kontinuierlich aktiven Stationen zur Aufzeichnung von Wetter- und Klimadaten in den Vereinigten Staaten zählt.